# Pierre Robert Olivétan
Louis Olivier, Louis Pierre o Pierre Robert, más conocido como Pierre Robert Olivétan (Noyon aprox. 1505 - Roma?, 1538) fue un pedagogo, hebraísta, helenista y teólogo francés, autor de la primera traducción protestante de la Biblia al idioma francés, a partir del texto original (en hebreo y griego), la llamada Biblia Olivetana que fue publicada por vez primera en 1535 en Neuchatel. 
Su obra de predicador reformado y traductor le llevó a multiplicar los seudónimos astutamente para evitar la acumulación sobre su cabeza del riesgo de condenación. 
Así que firmó sobre las ediciones y los documentos: P. Robertus Olivetanus, Robertus Olivetanus, Robertus, Pierre Robert, Pierre Trebor, Kepha, Pierre ou Louis (en correspondencia con los reformadores), Olivet, Belisem, de Belisem Belimakom, Louis Olivier, finalmente, la única carta auténtica que los archivos de Neuchatel conservan de él.

## Biografía
Nacido en Noyon por 1505, era primo de Juan Calvino y estudió en Orléans. En 1528 decidió convertirse al protestantismo y huyó a Estrasburgo, donde estudió hebreo con Martin Bucer y Wolfgang Capito. Renunció a convertirse en pastor de la Iglesia Reformada para ser preceptor primero en Neuchâtel, luego en Ginebra (1532) y por último en los valles valdenses del Piamonte (1533). Este interés por la enseñanza se ve confirmado por su única publicación conocida como autor: L'Instruction dés enfants (1533).
En 1532 los valdenses decidieron, en el Sínodo de Chanforan, unirse a la Reforma Protestante, y decidieron financiar la traducción completa de la Biblia al francés, la lengua que se hablaba entonces en los Valles Valdenses. Encomendaron este trabajo a Olivetan, quién lo completó en menos de dos años, traduciendo del hebreo y del griego originales. La primera edición de la Biblia se publicó en 1535 en Neuchâtel con un famoso prólogo de su primo Juan Calvino. Después trabajó hasta su muerte en revisar esta traducción, utilizando diferentes seudónimos, como por ejemplo "Belisem de Belimakom", que significa “anónimo de ninguna parte”. La traducción de Olivetan seguirá siendo fundamento de futuras ediciones hasta el Salón de Ginebra de 1588 bajo el título de Biblia de los pastores y los maestros, pero volvió bien pronto a Italia, visitando a la duquesa Renata en Ferrara y llegándose hasta Roma. La muerte lo alcanzó en 1538, sin que podamos precisar con certidumbre donde si en Ferrara o en Roma.

## La "Biblia de los mártires" o "Biblia Olivetana"
La primera edición de la traducción de la Biblia al francés de autoría de Olivetan, a menudo ha sido llamada la "Biblia de los mártires" por los historiadores protestantes, refiriéndose a la feroz represión que se desató contra los valdenses del Piamonte, Calabria y Provenza. En la actualidad se le conoce como la "Biblia de Olivétan". Se publicó el 4 de junio de 1535 en la imprenta de Pierre de Wingle, más conocido como Pirot Picard⁠, un impresor partidario de la Reforma y amigo de Farel, en Neuchâtel. 
Olivetan conocía la traducción francesa de Lefévre d'Etaples del latín. Él mejoró los manuscritos de los valdenses y preparó la primera Biblia en francés basada en los originales en griego y ebreo. Su trabajo duró poco más de un año. Después de la primera edición, Calvino también mejoró algunas partes. En 1588, los predicadores y profesores de Ginebra adoptaron esta versión en francés de Olivetan, por lo que esta se convirtió en la base de todas las traducciones siguientes.
El 4 de junio del mismo año la impresión estaba terminada, y, Olivetán, que había ido a Neufelhatel para corregir las pruebas, tuvo el gran placer de poder ofrecer, al segundo sínodo de Chanforán (septiembre 1535), las primeras copias del precioso volumen. No menos grande fue la satisfacción de los Valdenses.
La impresión de la biblia contó con la satisfacción de todos, la impresión era clara, con elegantes caracteres góticos compuestos en dos columnas realzando la belleza y sencillez del texto, que estaba dividido en capítulos y versículos. Contaba además con notas marginales que daban fe de la erudición del traductor, incluía comentarios de introducción, apéndices y tablas, así como poemas. Al final del volumen había un pequeño acróstico en rima que rezaba: “Los valdenses, que el Evangelio han predicado, han puesto este tesoro al alcance de sus manos”.
Se imprimieron un número elevado de copias, entre 600 y 1000 ejemplares, muy probablemente 900. No puede decirse que fue un éxito editorial, el volumen pesaba unos 5 kg, era poco práctico para los predicadores itinerantes, que por otra parte en ese período se estaban transformando en pastores residentes en las comunidades, y también porque en la época el francés estaba en un proceso de cambios muy rápido.
Según otros autores la Biblia de Olivétan, en el mundo protestante en general, acogió esta traducción con tanto favor, que antes de terminar el siglo, se imprimieron no menos de cincuenta ediciones. Calvino la elogió mucho y la hubiese elogiado más aún, si el traductor no hubiese sido pariente suyo.

## Obra
- L'Instruction dés enfants (La instrucción de los niños), Ginebra, 1533